# 高安山駅
高安山駅（たかやすやまえき）は、大阪府八尾市郡川にある、近畿日本鉄道西信貴鋼索線の終着駅。駅番号はZ15。

## 歴史
- 1930年（昭和5年）12月15日：信貴山電鉄鋼索線（現在の近鉄西信貴鋼索線）及び同鉄道線（高安山 - 信貴山門）開通と同時に開業。
- 1931年（昭和6年）11月2日：信貴山電鉄が信貴山急行電鉄に社名変更し、同社の駅となる。
- 1944年（昭和19年）
  - 1月7日：鋼索線・鉄道線が不要不急線として休止となる。
  - 4月1日：会社合併により、関西急行鉄道の駅となる。
  - 6月1日：会社合併により、近畿日本鉄道の駅となる。
- 1957年（昭和32年）3月21日：鋼索線が近鉄西信貴鋼索線として営業再開。鉄道線廃止。
- 2015年（平成27年）8月1日：PiTaPa・ICOCAを含めた全国相互利用サービス対応のICカードの利用およびICOCA定期券の発行を開始。

## 駅構造
2面1線の櫛形ホームを持つ駅。通常、北側のホームは閉鎖されており、南側のホームのみを使用している。トイレは改札外にあり、汲取式。

## 特徴

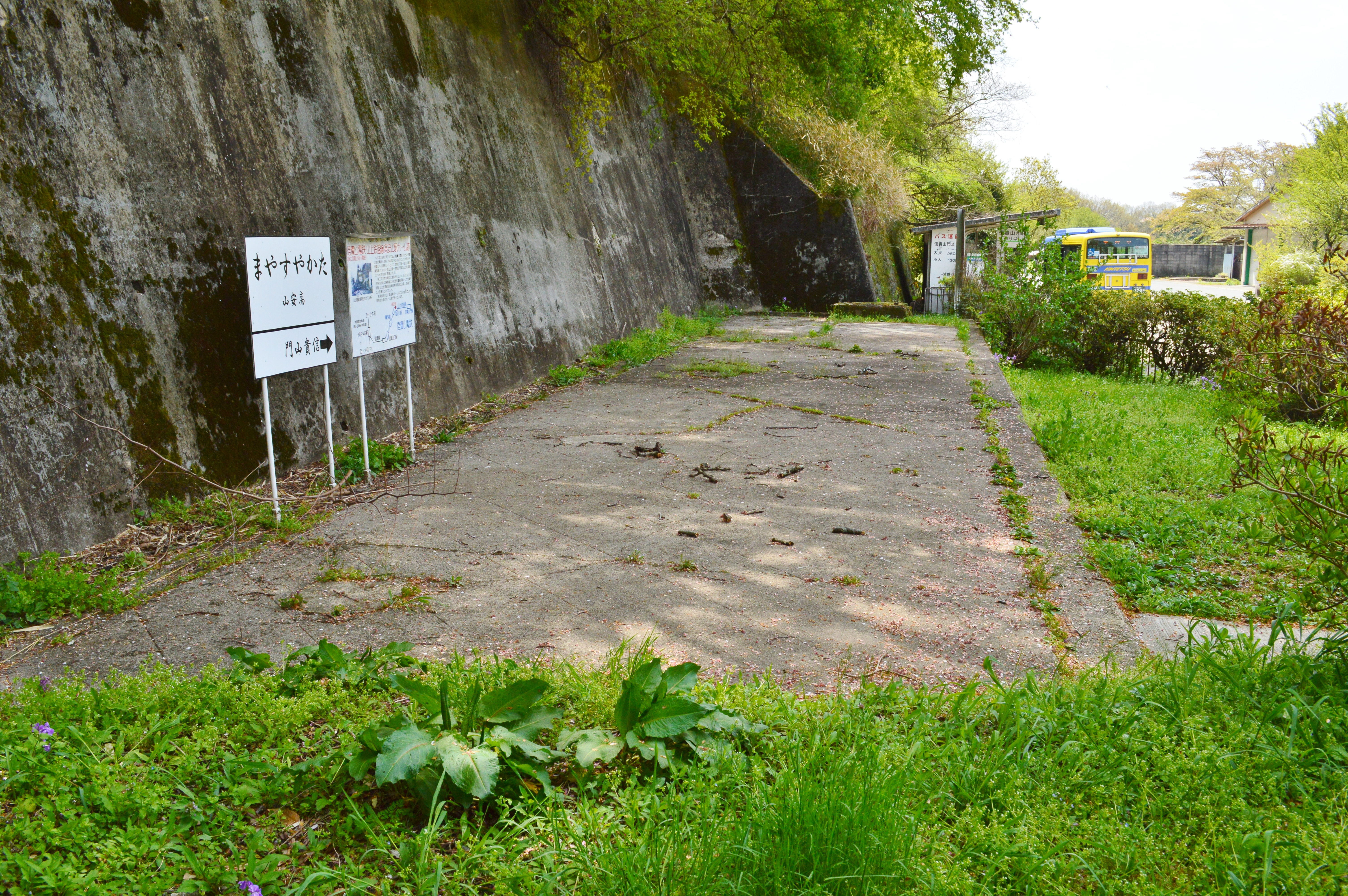
信貴山急行電鉄高安山駅ホーム跡

- 信貴山方面への連絡駅となっており、駅を降りてすぐの位置に信貴山門行き近鉄バスのりばがある。戦前は、ここから信貴山門まで鉄道路線があったが（→信貴山急行電鉄）、戦後の鋼索線復活の際に線路跡を道路に転用してバスを開設した。バス乗り場脇には、鉄道線プラットホームの跡がある。道路は信貴生駒スカイラインの一部を構成している。
- 近鉄八尾駅管理の有人駅で、自動改札機は導入されておらず、PiTaPa・ICOCAは専用の簡易改札機による対応となっている。スルッとKANSAI対応プリペイドカードでは乗降できないが、「スルッとKANSAI 3dayチケット」の場合は改札口での呈示により乗降可能である。

## バス路線
「高安山」停留所から近鉄バスの信貴山上線が運行される。
- 50番 信貴山門（高安山霊園経由）

## 隣の駅
近畿日本鉄道
Z 西信貴鋼索線
信貴山口駅（J14） - 高安山駅（Z15）

### かつて存在した路線
信貴山急行電鉄
鉄道線
高安山駅 - 信貴山門駅